# Julián Mateos
Julián Mateos (* 15. Januar 1938 in Robledillo de Trujillo, Provinz Cáceres; † 27. Dezember 1996 in Madrid) war ein spanischer Schauspieler und Filmproduzent.

## Leben
Mateos, der ein Philosophie-Studium in Salamanca begonnen hatte, wechselte zu den schönen Künsten auf das Instituto del Teatro nach Barcelona und drehte seinen ersten Film 1960 mit Los desamparados. Große Beachtung fand 1964 Mario Camus’ Young Sanchez. Nach etwas mehr als 30 Filmen, darunter etlichen Italowestern und einigen internationalen Produktionen, arbeitete er seit 1973 verstärkt für das spanische Fernsehen, bevor er sich 1976 aus dem darstellenden Geschäft zurückzog und die Produktionsfirma Ganesh Films gründete, mit der er auch Filme seiner Frau Maribel Martín finanzierte.
Er starb 1996 an einem Krebsleiden.

## Auszeichnungen
- Bester Darsteller: Preis des Círculo de Escritores Cinematográficos 1964
- Bester spanischer Darsteller: Fotogramas de Plata 1964
- Bester nationaler Darsteller: TP de Oro 1973

## Filmografie (Auswahl)
- 1961: Juventud a la intemperie
- 1962: Cyrano und d’Artagnan (Cyrano et d'Artagnan) (UA: 1964)
- 1964: Young Sánchez
- 1966: Halb elf in einer Sommernacht (10:30 P.M. Summer)
- 1966: Die Rückkehr der glorreichen Sieben (Return of the Seven)
- 1967: Die Grausamen (I crudeli)
- 1968: Four rode out
- 1968: Geier können warten (Les Étrangers)
- 1968: Mein Leben hängt an einem Dollar (Dai nemici mi guardo io!)
- 1968: Shalako
- 1969: Frühstück mit dem Killer (Les étrangers)
- 1971: Catlow – Leben ums Verrecken (Catlow)
- 1975: Der Exorzist und die Kindhexe (La endemoniada)